# 十城联盟
十城聯盟（德語：Zehnstädtebund）是一個由阿尔萨斯地區的十座神聖羅馬帝國自由城市建立的聯盟，於1354年成立，1679年解體。

## 歷史
1354年，神聖羅馬皇帝查理四世批准了十城聯盟的成立，成員包括哈格瑙（阿格诺）、科尔马、魏森堡（维桑堡）、蒂尔克海姆（蒂尔凯姆）、上恩海姆（奥贝奈）、凯瑟斯贝格、罗斯海姆（罗赛姆）、阿尔萨斯地区明斯特（曼斯泰）、施莱特施塔特（塞莱斯塔）、米尔豪森（米卢斯）；由哈格瑙作為聯盟的首府，但他們的議會則設在不屬於聯盟的另一座帝國自由城市斯特拉斯堡。塞尔茨在1357年升格為自由城市後也加入了聯盟，但它在1414年因普法爾茨選侯的兼併而退出。
當查理四世在1378年逝世後，聯盟的關係一度中斷，但也隨即恢復；十城聯盟在1500年時歸入上萊茵行政圈。1515年，米尔豪森退出聯盟，轉而與舊瑞士邦聯接近，其地位在1521年時由普法爾茨地區的兰道取代。
阿尔萨斯地區在三十年戰爭中慘遭蹂躪，法國國王路易十四在簽訂《威斯特伐利亚和约》後統治了此地；1679年的《奈梅亨條約》為十城聯盟的歷史畫下句點，阿尔萨斯正式併入法國版圖，只有米爾豪森作為瑞士的飛地而除外，直到1798年時遭到法蘭西第一共和併吞為止。蘭道則隨著普法爾茨地區在1815年後併入巴伐利亞王國。

## 成員
| 自由城市                                               | 徽章 | 備註                                   |
| ------------------------------------------------------ | ---- | -------------------------------------- |
| 哈格瑙（阿格诺） Hagenau Haguenau                      |      | 創始成員，聯盟首府。                   |
| 科尔马 Kolmar Colmar                                   |      | 創始成員。                             |
| 魏森堡（维桑堡） Weißenburg Wissembourg                |      | 創始成員。                             |
| 蒂尔克海姆（蒂尔凯姆） Türkheim Turckheim              |      | 創始成員。                             |
| 上恩海姆（奥贝奈） Oberehnheim Obernai                 |      | 創始成員。                             |
| 凯瑟斯贝格 Kaysersberg                                 |      | 創始成員。                             |
| 罗斯海姆（罗赛姆） Rosheim                             |      | 創始成員。                             |
| 阿尔萨斯地区明斯特（曼斯泰） Münster im Elsass Munster |      | 創始成員。                             |
| 施莱特施塔特（塞莱斯塔） Schlettstadt Sélestat         |      | 創始成員。                             |
| 米尔豪森（米卢斯） Mülhausen Mulhouse                  |      | 創始成員，1515年退出，加入舊瑞士邦聯。 |
| 塞尔茨 Selz Seltz                                      |      | 1357年加入，1414年退出。               |
| 兰道 Landau in der Pfalz                               |      | 1521年加入，未被法國兼併。             |